# Allan Maxam
Allan Maxam (Estados Unidos, 28 de octubre de 1942) es un genetista estadounidense, uno de los pioneros de la genética molecular. Fue uno de los científicos que contribuyó a desarrollar un método de secuenciación del ADN en la Universidad de Harvard, mientras trabajaba como estudiante en el laboratorio de Walter Gilbert.
Walter Gilbert y Allan Maxam desarrollaron un método de secuenciación del ADN –ahora llamado secuenciación Maxam-Gilbert– que combinaba productos químicos que cortaban el ADN solo en bases específicas con el etiquetado radiactivo y la electroforesis en gel de poliacrilamida para determinar la secuencia de largos segmentos de ADN.
El artículo de Allan Maxam y Walter Gilbert de 1977 «A new method for sequencing DNA» fue honrado con el premio Citation for Chemical Breakthrough Award de la División de Historia de la Química de la Sociedad Química Estadounidense en 2017. Se entregó al Departamento de Biología Molecular y Celular de la Universidad de Harvard.